# L'Effacement (film)
Pour plus de détails, voir Fiche technique et Distribution.
L'Effacement est un film dramatique français, allemand et algérien réalisé par Karim Moussaoui et sorti en 2024,.

## Fiche technique
Sauf indication contraire, les informations mentionnées dans cette section peuvent être confirmées par les bases de données cinématographiques IMDb et Allociné,  présentes dans la section « Liens externes ».
- Titre original : L'Effacement
- Réalisation : Karim Moussaoui
- Scénario : Karim Moussaoui et Maud Ameline, d'après l'œuvre de Samir Toumi
- Musique : Florencia Di Concilio
- Décors : Karim Lagati
- Costumes : Elfie Carlier
- Photographie : Kristy Baboul
- Son : François Mereu
- Montage : Clément Pinteaux
- Production : Philippe Martin et David Thion
- Société de production : Les Films Pelléas, Arte France Cinéma, Niko Films et Prolégomènes
- Société de distribution : Ad Vitam Distribution
- Pays de production :  France,  Allemagne et  Algérie
- Langue originale : français
- Format : couleur — 2,39:1 — son 5.1
- Genre : Drame
- Durée : 93 minutes
- Dates de sortie :
  - France : 
    - 27 août 2024 (Angoulême)
    - 7 mai 2025 (en salles)

## Distribution
- Sammy Lechea : Red Balamri
- Zar Amir Ebrahimi : Malika
- Hamid Amirouche : Youcef Belamri
- Idir Chender : Fayçal Belamri
- Nassima Benchicou : Djaouida
- Djalila Kadi-Hanifi : Zohra Belamri
- Chawki Amari : Makhloufi
- Nadia Kaci